# 威氏無線鰨
威氏無線鰨為輻鰭魚綱鰈形目鰨亞目舌鰨科的中一種，為熱帶海水魚，分布於東太平洋加利福尼亞灣至秘魯海域，棲息深度0-52公尺，體長可達11.6公分，棲息在砂底質底質底層水域，生活習性不明。

## 扩展阅读
維基物種上的相關：威氏無線鰨